# Christoffer von Gabel

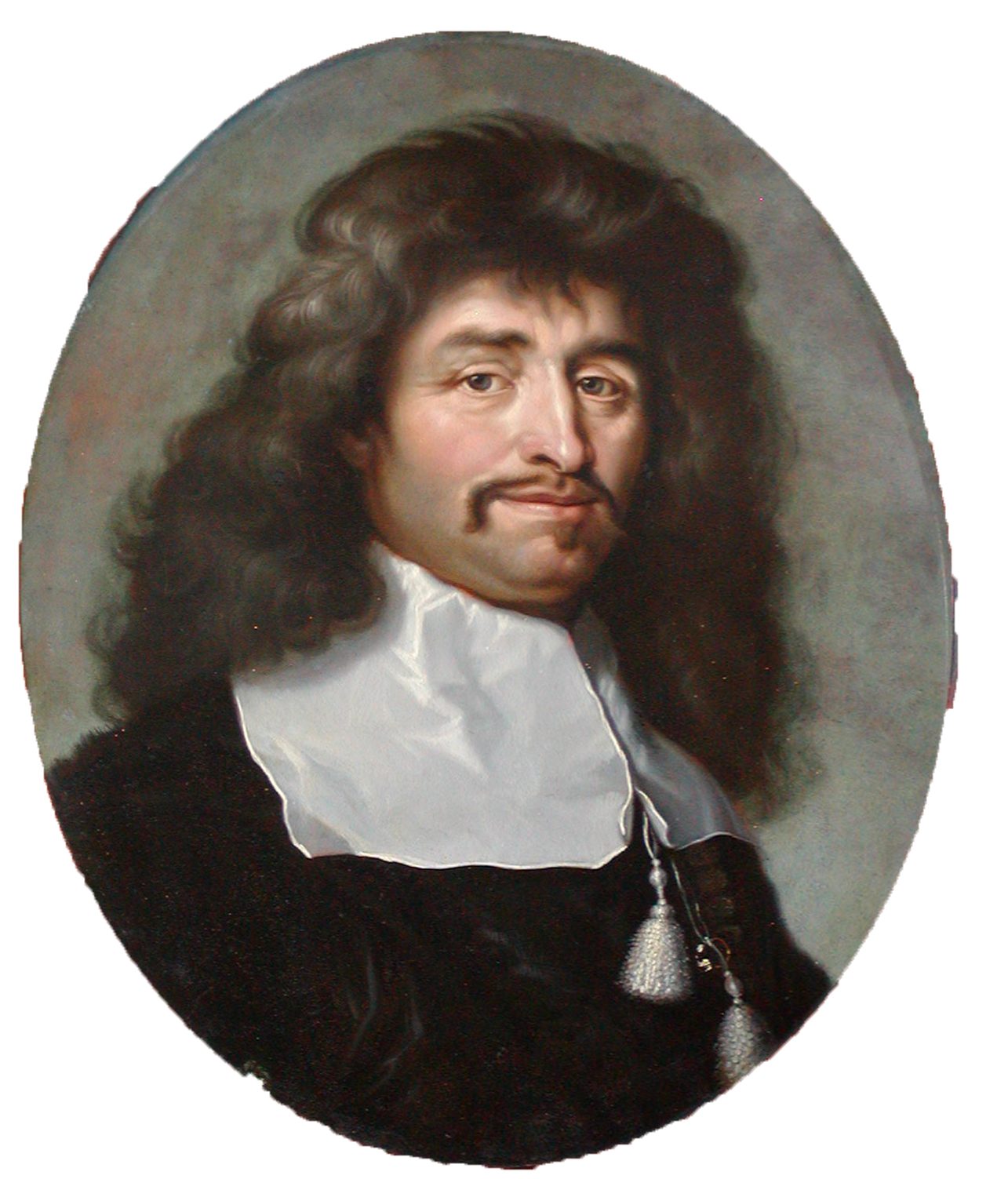
Christoffer von Gabel, Porträt von Karel van Mander III aus Schloss Frederiksborg

Christoffer von Gabel (* 6. Januar 1617 in Glückstadt; † 13. Oktober 1673) war ein holsteinischer Händler (Kaufmann), enger Vertrauter von König Frederik III. von Dänemark und dessen Statthalter und Diplomat in verschiedenen Bereichen und bis zu seinem Sturz 1670 einer der mächtigsten Männer in Dänemark.
In der Geschichte der Färöer repräsentierten er und sein Sohn Frederik von Gabel die sogenannte Gabelzeit (1655–1709) während des Monopolhandels über die Färöer (1529–1856) – ohne die Inseln je betreten zu haben. Dort nennt man ihn Kristoffur Gabel.

## Abstammung
Christoffer wurde 1617 in Glückstadt geboren, dem Gründungsjahr dieser dänischen Festung. Über die Herkunft seiner Familie ist nicht viel bekannt. So weiß man nicht, ob sie deutscher Herkunft ist (wie der Name andeutet), oder ob es sich um ein altes dänisches Geschlecht aus Nordschleswig handelt.
Sein Vater hieß Wulbern oder Waldemar Gabel, schrieb sich aber Gabell oder Gablen (wie auch später sein Sohn). W. Gabel war ab 1620 Stadtschreiber in der neuen Festung Glückstadt und dort ab 1626 Königlicher Proviantmeister, bis er 1628 während der Belagerung der Stadt im Dreißigjährigen Krieg fiel. Er kam vermutlich aus der Grafschaft Hoya.
Seine Mutter hieß womöglich Anna von Horn. Andere Quellen nennen ihren Vornamen Margarethe. Vielleicht war Waldemar Gabel aber auch zweimal verheiratet.

## Frühe Karriere bei Frederik
Über die Jugendjahre Christoffer Gabels ist nichts bekannt. Er taucht erst 1639 in der Geschichte auf, als er im Erzbistum Bremen beim damaligen Erzbischof, Herzog Friedrich von Dänemark (dem späteren König Frederik III.), Kammerschreiber wurde. Als solcher hatte er die Kontrolle über die Einnahmen und Ausgaben des Herzogs. Spätestens ab 1642 erledigte Christoffer Gabel die Geschäfte Frederiks auf dem Kieler Umschlag. 1646 wurde er nach Kopenhagen geschickt, um bei König Christian IV. Geld für dessen Sohn, seinen Herzog, zu beschaffen.
Als Frederik 1648 den dänischen Thron bestieg, folgte ihm Christoffer Gabel nach Kopenhagen, wo er Königlicher Kammerschreiber und Umschlagsverwalter wurde. In beiden Ämtern liefen große Mengen Geldes durch seine Hände, und er galt als Finanzjongleur, zumindest aber als ein fähiger Geschäftsmann. Dadurch erlangte Gabel einen nicht unerheblichen Einfluss im Staate.
Christoffer Gabel war bereits zu diesem Zeitpunkt finanziell unabhängig. Obwohl sein Gehalt beim König nicht sonderlich hoch gewesen sein soll, besaß er Grundeigentum in Kopenhagen und dem Herzogtum Holstein, war Teilhaber der Afrikanischen Kompanie und half seinem König direkt seit dessen Amtsantritt immer wieder mit Vorschüssen aus. Frederik war aber nicht nur finanziell auf ihn angewiesen, sondern Gabel galt auch als ein schlagfertiger Mann, der schnelle Entscheidungen treffen konnte – ganz im Gegenteil zum König, der als zögerlich, zweifelnd und nachdenklich beschrieben wird. So war Gabel ein enger Berater von Frederik, und eine Charaktereigenschaft soll ihnen beiden gemeinsam gewesen sein: Verschwiegenheit und Geheimniskrämerei.
Es sollte nicht lange dauern, bis Christoffer Gabel für seine Dienste adäquat belohnt wurde. 1654 erhielt er den Pachtbrief über die Färöer für eine jährliche Pauschale von 1.000 Reichstalern, unabhängig von dem, was er dort real verdienen möge. Christoffer Gabel hat die Färöer nie besucht, geschweige denn, dort gelebt. Für das dortige Volk brach die Gabelzeit (1655–1709) heran, was bis heute als nationales Trauma nachwirkt.

## Rolle im Karl-Gustav-Krieg
In der kurzen Friedensphase nach dem Frieden von Roskilde 1658 war Christoffer Gabel im Auftrag Frederiks III. dreimal in geheimer Mission zum schwedischen König Karl X. Gustav unterwegs: zuerst im Februar, dann im Juni nach Göteborg, wo er über Gebietsabtretungen verhandelte, und zuletzt im Spätsommer nach Kiel. Das letzte Treffen mit Karl Gustav fand unmittelbar vor dessen Einschiffung zum Angriff auf Korsør statt, wovon Gabel aber nichts ahnte.
Als er kurz darauf in Hamburg von dem Friedensbruch erfuhr, reiste er weiter nach Holland und stieß dort zu den dänischen Gesandten Rosenvinge und Charisius, die dann gemeinsam die Generalstaaten überzeugen konnten, Dänemark gegen Schweden zu helfen. Gabel kehrte am 29. Oktober mit der Flotte von Jacob van Wassenaer Obdam in das belagerte Kopenhagen zurück. Er überbrachte dem König, der selbst aktiv an der Verteidigung der Stadt teilnahm, persönlich die Botschaft von der holländischen Hilfe, was zu Gabels „Glanz“ in der damaligen Zeit beitrug.
Während der anderthalbjährigen Belagerung von Kopenhagen erfuhr Christoffer Gabel einen immensen Machtzuwachs. Er war einer der Königlichen Kommissare, die dafür sorgten, Geld von der Bevölkerung einzutreiben, um die Truppen zu finanzieren. Sein Einfluss wuchs derart, dass er 1660 direkt an den Verhandlungen zum Frieden von Kopenhagen (5. Juni) teilnahm. Das Trøndelag (Trondheim) und Bornholm fielen wieder an Dänemark.

## Rolle bei der Einführung des Königsgesetzes
Sein ganzes Gewicht zeigte sich aber kurz darauf bei der Einführung des Königsgesetzes dem „Vertragsgemäßen Staatsstreich“ ab dem 14. Oktober 1660. Nach dem Bericht seines Sohnes Frederik von Gabel hatte er:
1. die Idee zur Einführung des Absolutismus;
2. Frederik überzeugt, die Ständeversammlung einzuberufen;
3. Hannibal Sehested, Bischof Svane und Hans Nansen für das Erbkönigtum gewonnen;
4. zusammen mit Königin Sophie Amalie der schwankenden Meinung des Königs ein Ende gemacht;
5. dafür gesorgt, dass in der Resolution der Stände über die Erbregierung das Wort „absolute Regierung“ auftaucht.

Im Dansk biografisk leksikon (1887–1905) wird diese Legendenbildung relativiert. Gabel soll demnach zumindest:
1. zusammen mit der Königin der engste Vertraute des Königs gewesen sein;
2. wohl nicht Urheber, aber Hauptvermittler bei der Verschwörung gewesen sein;
3. am Nachmittag des 26. September Bischof Schwane und Hans Nansen die Botschaft des Königs überreicht haben, worin sie wählen konnten, mit wem sie sich verschwören wollen, aber dabei nicht mehr lange zögern durften;
4. in den folgenden Tagen ständig Bote zwischen dem König, Bischof und Bürgermeister gewesen sein;
5. am 4./5. Oktober, als sich der Durchbruch der Erbmonarchie abzeichnete, dem König mit seinem gesamten Geheimwissen zur Seite gestanden und seinen Verhandlungspartnern die ewige Gnade des Königs versprochen haben.

Hierfür spricht nach Ansicht des Biografen auch die Tatsache, dass Frederik ihm ein paar Jahre später für seine Dienste öffentlich dankte „besonders als wir das Erbkönigtum in Unseren Königreichen und Ländern erreichten“.
Gleich im November 1660 wurde Christoffer Gabel Rentenmeister und Mitglied des Staatskollegiums und bald darauf Assessor des höchsten Gerichts. Zur selben Zeit konnte er sich auch seines innerpolitischen Gegenspielers Jakob de Petersen entledigen, der außer Landes floh.
Am 1. Januar 1661 bekam er die Färöer als Lehen auf Lebenszeit. Von nun an brauchte er auch keine jährliche Abgabe mehr zu zahlen, und das Lehen war auf seinen ältesten Sohn Frederik vererbbar. Im Jahre 1662 verkaufte er den Färöerhandel an den Kopenhagener Kaufmann Jonas Trellund, nicht aber die Färöer oder sein eigenes Monopol selbst.

## Aufstieg in den Adelsstand
1664 gelang es Christoffer von Gabel, einen Antrag an die Staatskammer durchzubringen, wo er für seine Geldforderungen an die Krone mit dem Gutshof Rantzausholm auf Fünen inklusive der Übertragung des dortigen Patronats und der Gerichtsbarkeit entlohnt wurde. Der König gestand ihm hierbei die gleichen Privilegien wie einem Adligen zu. Noch im selben Jahr erfolgte seine Ernennung zum Geheimen, Staats- und Kammerrat und Statthalter von Kopenhagen.
Aus dem Mann im Hintergrund wurde so ein offizieller Würdenträger – Christoffer von Gabel. Der ehemalige Geheimdiplomat wurde nun offiziell auf Missionen nach Gottorp und Brandenburg geschickt. Auch wurde er oft für finanzielle Angelegenheiten der Krone eingesetzt, gleichwohl er Ende 1664 als Rentenmeister zurücktrat.
1665 wurde er nach Holstein geschickt, um dort zusammen mit Hans Schack und Johan Christoffer Kørbitz die Zustände im Amt Segeberg zu untersuchen. In der Folge tauschte von Gabel 1667 sein (inzwischen erweitertes) Gut Rantzausholm gegen das Kalkwerk von Segeberg, was offensichtlich kein schlechtes Geschäft für ihn war. Den Verlust von Rantzausholm glich er mit anderen Gütern in Dänemark aus.

## Jäher Fall
Im Dansk Biografisk Leksikon heißt es weiter:
„Als König Frederik III. im Februar 1670 verstarb, zeigte sich schnell, wie sehr von Gabels Macht einzig und alleine auf der Person des Königs beruhte. Sein Einfluss war wie weggeblasen, obgleich Frederik III. ihn seinem Sohn zur Gunst anempfahl. Christian V. konnte ihn aber schon als Kronprinz nicht leiden […] Von allen Seiten strömten Beschuldigungen auf ihn ein […] Ohne Sympathie von irgendwem nahm er am 18. April 1670 seinen Abschied.“
Er verstarb 1673 ohne irgendwelche Verbindungen mehr zum Hofe.

## Familie
Gabel heiratete kurz vor 1642 Armengard (Ermegaard) Badenhop (* Wölpe um 1619 † Ende 1699), eine Tochter des Dr. Johann Badenhop (* Verden um 1575 † ebd. 1659) erzbischöflich-bremenscher Rentmeister, Drost und Obrist-Leutnant u.d. Anna v. Schöne.
Folgende Kinder des Christoffer von Gabel und der Armengard, geb. Badenhop, sind bekannt:
1. Frederik von Gabel, * ? Bremen um 1643, † Kopenhagen 21. Juni 1708, Herr auf Brantewitz, Barelsee usw., Vize-Statthalter der dänischen Krone in Norwegen, Stifts-Amtmann in Aggerhuus und Gouverneur in Ferwa; diese Familie blühte bis ins 19. Jh.
2. Anna-Louise von Gabel (1647–1659)
3. Johann Pieter von Gabel (1649–1687)
4. Anna Margrethe von Gabel, * 6. Juli 1651, † 26. August 1678, verheiratet seit 1667 mit Conrad Graf v. Reventlow (1644–1708).
5. Valdemar Christoffer von Gabel (1653–1725), unverheiratet, Hofjunker, Kammerherr und Geheimrat in Kopenhagen.

Des Weiteren hatte Gabel mindestens zwei uneheliche Kinder mit Christina von Büchloew:
1. Hans Ditlev von Gabel-Büchloew (1671–1734)
2. Christian von Büchloew (1673–1721)

Der spätere Løgmaður der Färöer und damals größte färöische Grundbesitzer Jóhan Hendrik Weyhe war der Sohn von Christoffer von Gabels Schwester.